# Croton poomae
Espèce
Croton poomae est une espèce de plantes à fleurs du genre Croton et de la famille des Euphorbiaceae, présente au nord-est de la Thaïlande.